# Backhoppning vid olympiska vinterspelen 1932
Resultaten från tävlingen i backhoppning vid olympiska vinterspelen 1932. Den enda tävling som hölls var herrarnas individuella tävling, fredagen den 12 februari 1932.
Backen var 61 meter.

## Medaljörer
| Gren   | Guld              | Silver          | Brons                |
| Herrar | Birger Ruud Norge | Hans Beck Norge | Kaare Wahlberg Norge |

## Resultat

### Herrar
Tävlingen hölls i "Intervale Ski Jump Complex" med en K-punkt på 61 meter.
| Plac | Backhoppare              | Totalt |
| ---- | ------------------------ | ------ |
| 1    | Birger Ruud (NOR)        | 228,1  |
| 2    | Hans Beck (NOR)          | 227,0  |
| 3    | Kaare Wahlberg (NOR)     | 219,5  |
| 4    | Sven Selånger (SWE)      | 218,9  |
| 5    | Caspar Oimoen (USA)      | 216,7  |
| 6    | Fritz Kaufmann (SUI)     | 215,8  |
| 7    | Sigmund Ruud (NOR)       | 215,1  |
| 8    | Goro Adachi (JPN)        | 210,7  |
| 9    | Cesare Chiogna (SUI)     | 209,8  |
| 10   | Erik Rylander (SWE)      | 206,0  |
| 11   | Holger Schön (SWE)       | 201,8  |
| 12   | Bronisław Czech (POL)    | 200,7  |
| 13   | Peder Falstad (USA)      | 199,5  |
| 14   | Ernesto Zardini (ITA)    | 196,7  |
| 15   | John Steele (USA)        | 196,7  |
| 16   | Ingenuino Dallagio (ITA) | 194,9  |
| 17   | Stanisław Marusarz (POL) | 192,5  |
| 18   | Fritz Steuri (SUI)       | 192,4  |
| 19   | Robert Lymburne (CAN)    | 192,1  |
| 20   | Jacques Landry (CAN)     | 187,3  |
| 21   | Antonín Bartoň (TCH)     | 186,1  |
| 22   | Andrzej Marusarz (POL)   | 185,9  |
| 23   | František Šimůnek (TCH)  | 183,2  |
| 24   | Ján Cífka (TCH)          | 172,5  |
| 25   | Harald Paumgarten (AUT)  | 163,4  |
| 26   | Jaroslav Feistauer (TCH) | 163,0  |
| 27   | Severino Menardi (ITA)   | 161,6  |
| 28   | Mitsutake Makita (JPN)   | 134,2  |
| 29   | Arnold Stone (CAN)       | 114,5  |
| 30   | Leslie Gagne (CAN)       | 110,5  |
| 31   | Yoichi Takata (JPN)      | 91,1   |
| 32   | Katsumi Yamada (JPN)     | 70,0   |
| —    | Roy Mikkelsen (USA)      | (52,0) |
| —    | Harald Bosio (AUT)       | (29,0) |

## Deltagare
Totalt deltog 34 hoppare från tio länder:
- Italien (3)
- Japan (4)
- Kanada (4)
- Norge (4)
- Polen (3)
- Schweiz (3)
- Sverige (3)
- Tjeckoslovakien (4)
- USA (4)
- Österrike (2)